# Unione per la Democrazia e la Pace in Costa d'Avorio
L'Unione per la Democrazia e la Pace in Costa d'Avorio (in francese: Union pour la démocratie et la paix en Côte d'Ivoire - UDPCI) è un partito politico ivoriano fondato nel 2002 dai sostenitori del generale Robert Guéï, presidente della Repubblica dal 1999 al 2000, assassinato nel 2002.
Nel 1999 Guéï aveva perpetrato un colpo di Stato rovesciando il governo di Henri Konan Bédié.

## Risultati elettorali
| Elezione          | Voti   | %    | Seggi   |
| ----------------- | ------ | ---- | ------- |
| Parlamentari 2011 | 61 898 | 3,16 | 7 / 255 |
| Parlamentari 2016 | 60 566 | 2,99 | 6 / 255 |